# Виваллиус, Ларс
Ларс Виваллиус (швед. Lars Wivallius; 1605, Вивалла под Эребру — 5 апреля 1669, там же) — шведский поэт.
Родился под именем Ларс Свенссон (швед. Lars Svensson), но принял фамилию Виваллиус по месту рождения. В 1623 году начал учёбу в Уппсальском университете. Потом странствовал по Европе. В Германии был солдатом Тридцатилетней войны. В Нюрнберге попал под суд, но выдавал себя за датчанина и успел сбежать туда. Там его в 1631 году приговорили к смертной казни, но ему удалось сбежать в Швецию. Там он снова попал в тюрьму и был заключён до 1641 года в крепости Каянеборг. После освобождения работал адвокатом в Стокгольме и Вивалле.